# 조 앤 데이비스
조 앤 데이비스(Jo Ann Davis, 1950년 6월 29일 ~ 2007년 10월 6일)는 미국의 정치인이다.

## 학력
- 햄프턴 로드 비즈니스 칼리지

## 경력
- 1998.01 ~ 2001.01 제150·151대 버지니아주 제96선거구 하원의원
- 2001.01 ~ 2007.01 제107·108·109·110대 미국 버지니아주 제1선거구 연방하원의원

## 역대 선거 결과
| 선거명      | 직책명                        | 대수  | 정당   | 득표율 | 득표수    | 결과 | 당락                     |
| ----------- | ----------------------------- | ----- | ------ | ------ | --------- | ---- | ------------------------ |
| 1997년 선거 | 하원의원 (버지니아 제96선거구 | 150대 | 공화당 | 48.74% | 10,020표  | 1위  | 버지니아 주의원 당선     |
| 1999년 선거 | 하원의원 (버지니아 제96선거구 | 151대 | 공화당 | 71.10% | 13,113표  | 1위  | 버지니아 주의원 당선     |
| 2000년 선거 | 하원의원 (버지니아 제1선거구) | 107대 | 공화당 | 57.54% | 151,344표 | 1위  | 버지니아주 하원의원 당선 |
| 2002년 선거 | 하원의원 (버지니아 제1선거구) | 108대 | 공화당 | 95.91% | 113,168표 | 1위  | 버지니아주 하원의원 당선 |
| 2004년 선거 | 하원의원 (버지니아 제1선거구) | 109대 | 공화당 | 79.88% | 217,598표 | 1위  | 버지니아주 하원의원 당선 |
| 2006년 선거 | 하원의원 (버지니아 제1선거구) | 110대 | 공화당 | 62.96% | 143,889표 | 1위  | 버지니아주 하원의원 당선 |

## 참고 자료
- 위키미디어 공용에 조 앤 데이비스 관련 미디어 분류가 있습니다.